# Поступальний рух

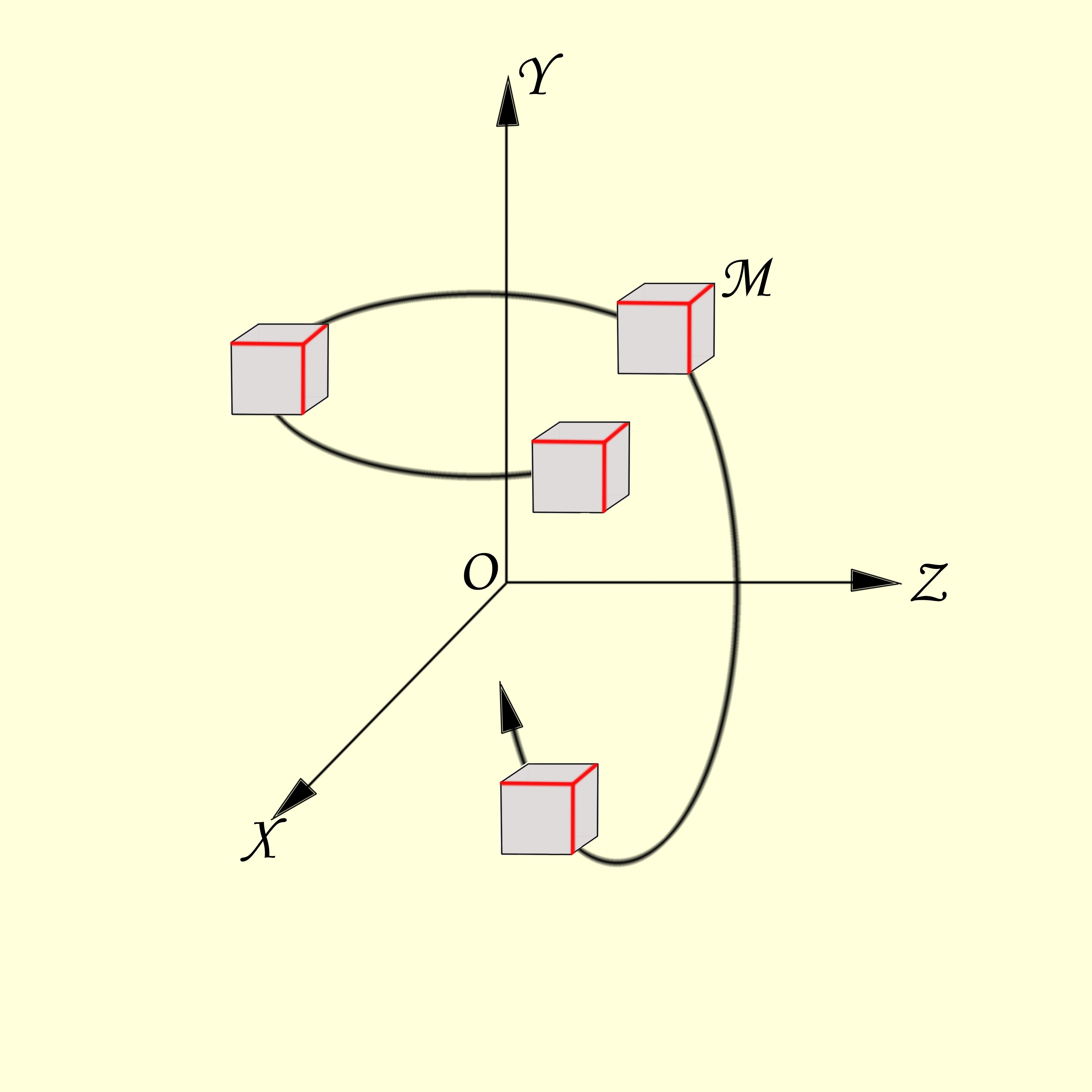
Рис. Тривимірний поступальний рух тіла.

Поступальний рух — рух, за якого точки тіла або системи матеріальних точок переміщуються однаково.

Для вивчення такого руху досить вивчити рух однієї точки, що належить цьому тілу.
Рух ізольованої матеріальної точки поступальний за означенням.
Рух абсолютно твердого тіла можна подати у вигляді суми поступального руху й обертання.
В загальному випадку довільної системи матеріальних точок рух можна подати у вигляді поступального руху і відносного руху точок системи одна щодо іншої.
В класичній механіці поступальний рух задовільняє рівнянню
{\displaystyle {\frac {d\mathbf {P} }{dt}}=\mathbf {F} },
де
- {\displaystyle \mathbf {P} =\sum _{i}\mathbf {p} _{i}} — сумарний імпульс усіх тіл механічної системи,
- {\displaystyle \mathbf {F} =\sum _{i}\mathbf {F} _{i}} — сумарна сила.

## Приклади поступального руху
Поступально рухається, наприклад, кабіна ліфта,авто яке рухається по прямій. Також, в першому наближенні, поступальний рух здійснює кабіна  колеса огляду. Однак, строго кажучи, рух кабіни колеса огляду не можна вважати поступальним.
Відповідно до  першого і  другого законів Ньютона кабіна, прагнучи зберегти напрямок свого руху, відхиляється від вертикальної прямої, причому в різному напрямку по різні боки від осі симетрії колеса огляду. Таким чином, не всяка пряма, пов'язана з кабіною, переміщається паралельно самій собі. Причому відхилення кабіни від вертикальної прямої, і відповідно, відхилення траєкторії руху кабіни від траєкторії поступального руху тим більше, чим більше частота обертання колеса огляду. З огляду на те, що реальні частоти обертання коліс огляду досить малі, траєкторії руху їх кабін дуже близькі до траєкторії поступального руху. Цим можна пояснити, що в багатьох джерелах рух кабіни наводиться як приклад поступального руху.
Моделлю поступального руху в першому наближенні (якщо знехтувати хитанням ступні) є педаль велосипеда, що здійснює при цьому за повний цикл свого ходу один поворот навколо своєї осі.